# قوطي لهبي

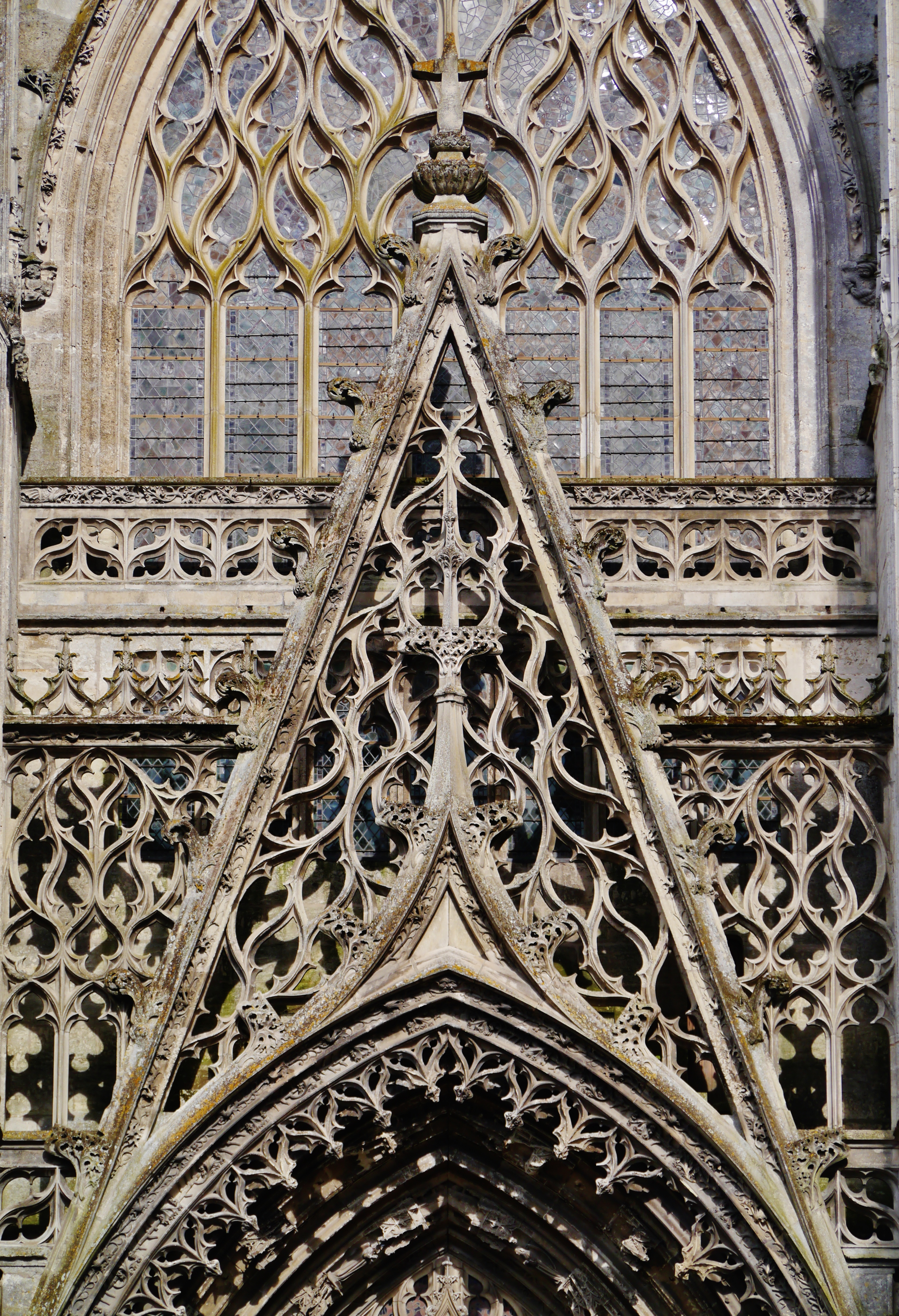
تفاصيل الواجهة الغربية لدير في فُندوم مع إبراز الزخارف الشبيهة باللهب المرتبطة بالطراز القوطي اللهبي (اكتمل عام 1507)

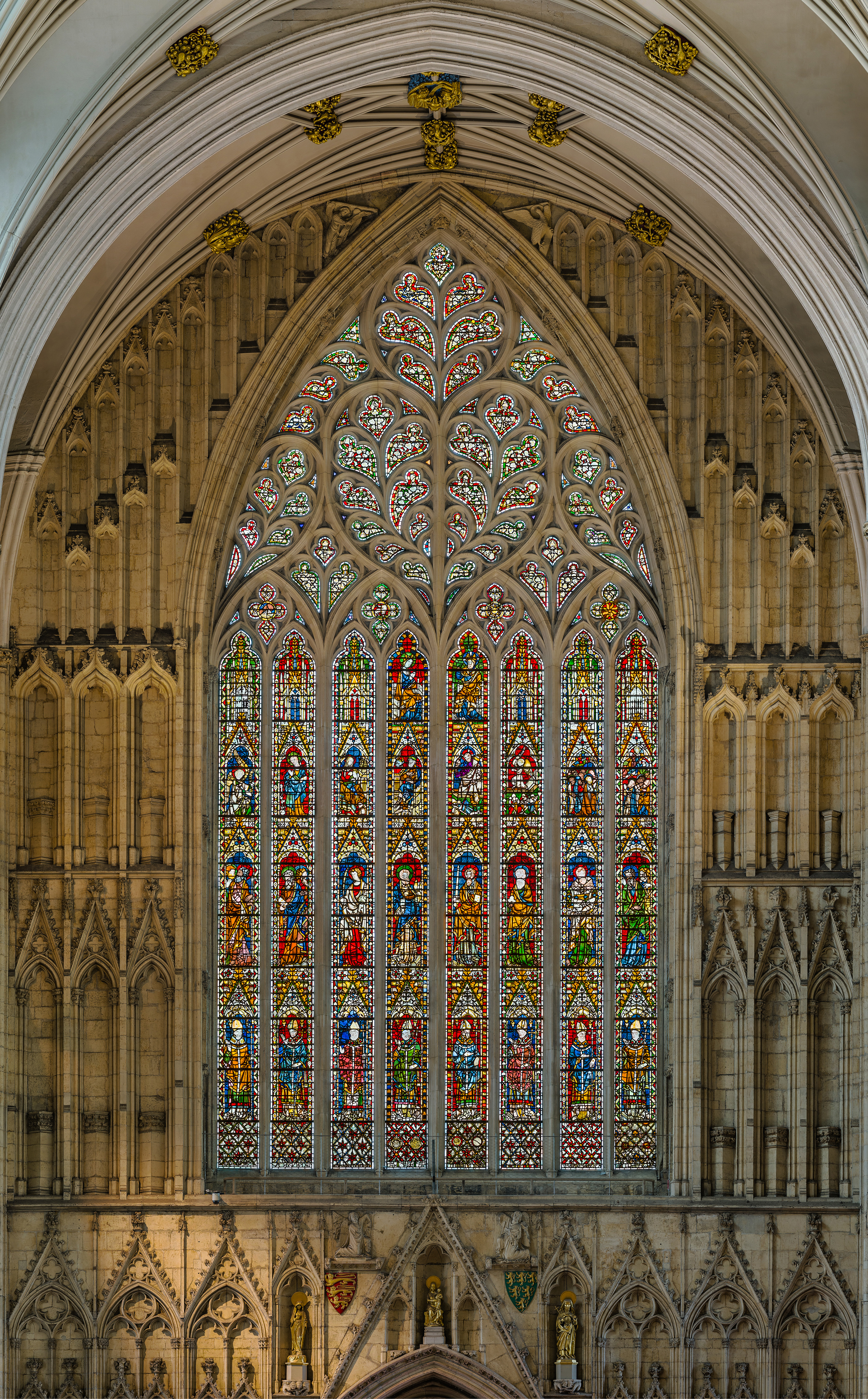
نافذة الغرب العظيم في كتدرائية يورك (1338)

القوطي اللَّهَبيّ هو شكل من أشكال العمارة القوطية المتأخرة التي تطورت في أوربة في أواخر العصور الوسطى وعصر النهضة من نحو عام 1375 إلى منتصف القرن السادس عشر. في الجدول الزمني الفرنسي للأنماط كما حدده العلماء الفرنسيون فهي المرحلة الرابعة من الطراز القوطي مسبوقة بالقوطية الأساس والقوطية المعهودة والقوطية الشعاعية.